# هواكاتشينا

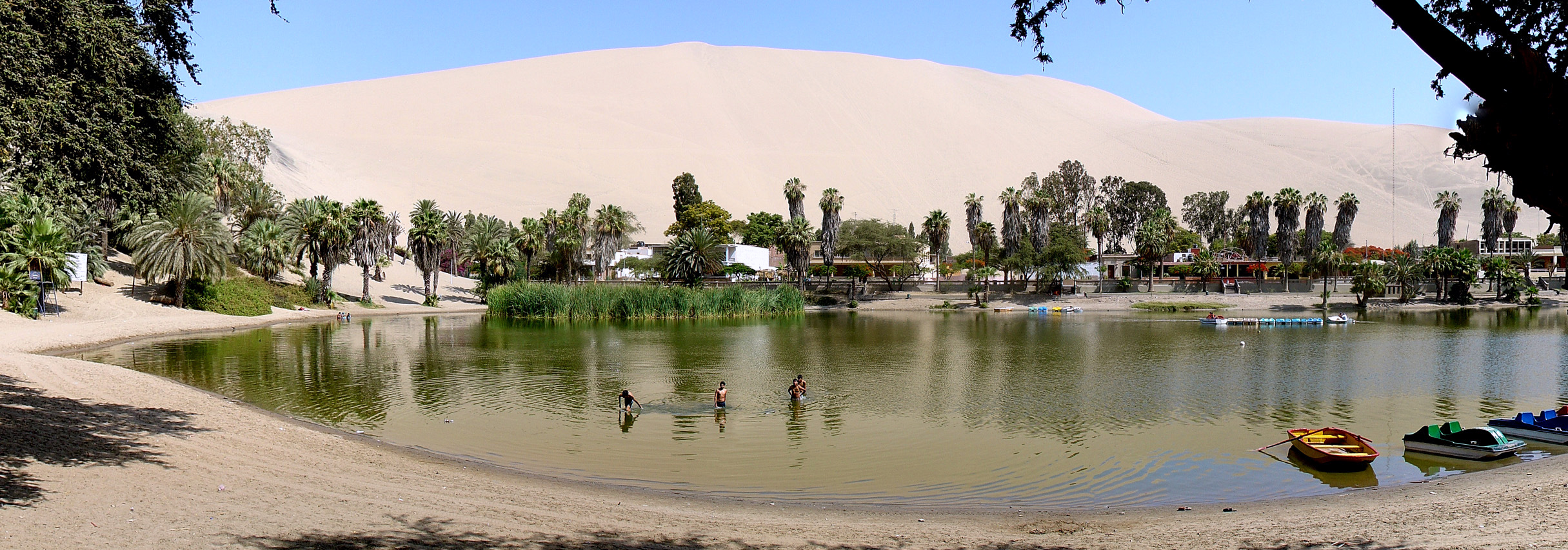
قرية هوكاشينة

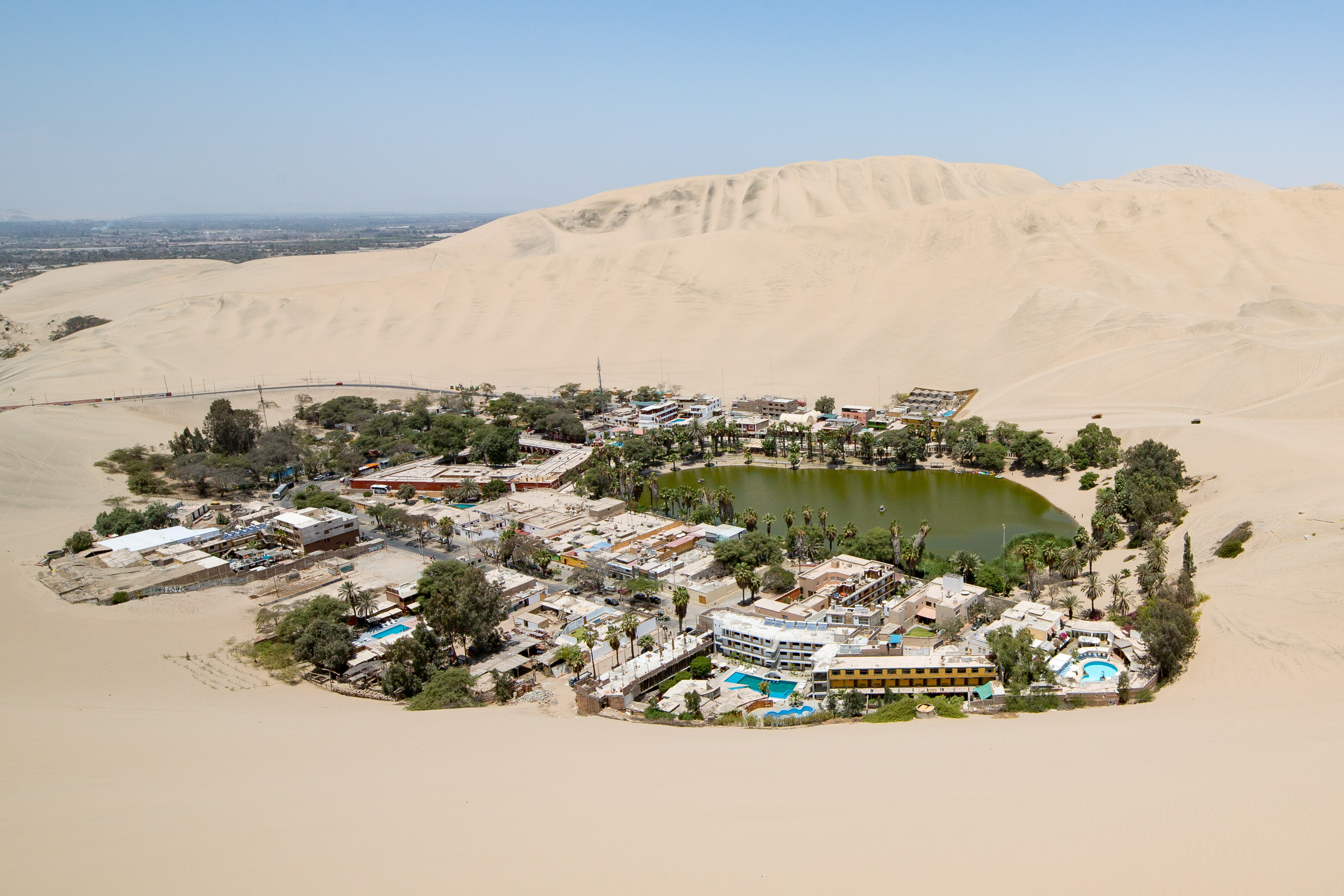
قرية هوكاشينة

هواكاتشينا (بالإسبانية: Huacachina)‏ هي قرية في منطقة إيكا، في جنوب غرب بيرو. يبلغ عدد سكانها 115 في تعداد سنة 1999. القرية على شكل واحة تقع في قلب الصحراء. بنيت حول بحيرة طبيعية صغيرة في الصحراء. تسمى واحة الأمريكية، فهو بمثابة منتجع للعائلات المحلية من المدينة إيكا.
تقع بلدة هواكاتشينا على بعد 4 كيلومترات من مدينة إيكا والتي كانت مستعمرة إسبانية سابقة تقع على حدود الصحراء. يطلق على واحة هواكاتشينا واحة أمريكا، واحدة من آخر الوحات الباقية في أمريكا الشمالية والجنوبية. تتوزع فيها الفنادق الريفية، والمحلات الغريبة، كما توجد مكتبة خاصة بالواحة التي تحيط بالبحيرة.
وقد اشتهرت هذه البلدة بأثرياء البيرو الذين كانوا يأتون إليها للاستحمام في البحيرة، حيث يُعتقد أن لها خصائص علاجية. وقد تم إعلان هذه المنطقة ضمن مواقع التراث الوطني في البيرو من قبل المعهد الوطني للثقافة.